# Euphorbia epicyparissias
Euphorbia epicyparissias är en törelväxtart som först beskrevs av Ernst Meyer, Johann Friedrich Klotzsch och Christian August Friedrich Garcke, och fick sitt nu gällande namn av Pierre Edmond Boissier. Euphorbia epicyparissias ingår i släktet törlar, och familjen törelväxter. Inga underarter finns listade i Catalogue of Life.